# Brujas de Tlaquepaque
Brujas de Tlaquepaque ist eine mexikanische Frauenfußballmannschaft aus Tlaquepaque, einem Vorort von Guadalajara, der Hauptstadt des Bundesstaates Jalisco.  

## Heimspielstätte
Als Heimspielstätte dient das Estadio Revolución Mexicana im benachbarten Tonalá.

## Geschichte
Ihren bisher größten Erfolg feierten die Brujas de Tlaquepaque (dt. Hexen von Tlaquepaque) in der Clausura 2010, als sie die Finalspiele um die mexikanische Frauenfußballmeisterschaft erreichten. Finalgegner waren die Leonas Negras aus der benachbarten Großstadt Guadalajara. 
Auf dem Weg ins Finale setzten die Brujas sich im Viertelfinale (mit 3:0 und 1:2) gegen Celeste Naucalpan durch, die in der vorangegangenen Apertura 2009 die Finalspiele erreicht hatten und auch in den drei kommenden Turnieren jeweils bis ins Finale vorstießen, wobei sie in der Saison 2010/11 beide Meistertitel gewinnen konnten. Im Halbfinale schlugen die Brujas den bis dahin dreifachen Meister Reinas del SUEUM de Morelia, der später in der Apertura 2011 seinen vierten Titel gewann, mit dem Gesamtergebnis von 5:2 (Hinspiel 1:1, Rückspiel 4:1).
Weil die Brujas in den Play-offs auswärts wesentlich erfolgreicher agierten als auf eigenem Terrain, war nach dem Finalhinspiel gegen die Leonas Negras (1:1) noch keine Entscheidung gefallen. Doch im für ein Frauenfußballfinale überdimensionierten Estadio Jalisco von Guadalajara unterlagen die Brujas im Rückspiel mit 1:2 und mussten sich mit der Rolle des Vizemeisters begnügen.